# Fuoco ragazza mia!
Fuoco, ragazza mia! (Hoří, má panenko) è un film cecoslovacco del 1967 diretto da Miloš Forman.
Il film, noto anche con il titolo Al fuoco, pompieri!, fu candidato all'Oscar al miglior film straniero ai Premi Oscar 1969.

## Trama
In una cittadina ceca fervono i preparativi per l'annuale ballo dell'associazione dei pompieri; tra le altre cose si dovrebbe assegnare un omaggio all'ex presidente dell'associazione, ormai gravemente malato: una falce dorata in miniatura. Ogni cosa, tuttavia, va storta: al concorso di bellezza le poche ragazze candidate si rinchiudono in bagno e un'anziana signora viene incoronata vincitrice. Nel caos totale un allarme segnala un incendio in città: i pompieri giungono sul posto quando è ormai troppo tardi, ma viene tratto in salvo un anziano signore, al quale viene deciso di regalare tutti i premi della lotteria; tuttavia questi sono stati trafugati e, dopo vani tentativi di recuperarli, tutti gli invitati vanno via. Rimane solo l'ex presidente, il quale, dopo un discorso di ringraziamento, riceve il cofanetto della falce, vuoto.

## Riconoscimenti
- Premio Oscar
  - Candidatura all'Oscar al miglior film straniero